# Боборыкино (Лотошинский район)
Боборыкино — деревня в Лотошинском районе Московской области России.
Относится к сельскому поселению Микулинское, до реформы 2006 года относилась к Микулинскому сельскому округу. По данным Всероссийской переписи 2010 года численность постоянного населения составила 29 человек (13 мужчин, 16 женщин). Код ОКТМО — 46 629 416 121.

## География
Самый северный населённый пункт района и сельского поселения. Расположен у границы с Тверской областью, на правом берегу реки Шоши, примерно в 24 км к северу от районного центра — посёлка городского типа Лотошино. Соседние населённые пункты — село Микулино, а также деревни Кишкино и Новое Калининского района Тверской области.

## Исторические сведения
На карте Тверской губернии 1850 года А. И. Менде обозначена как Бобарыкина (Шутова).
По сведениям 1859 года — деревня Микулинского прихода Микулинской волости Старицкого уезда Тверской губернии в 43 верстах от уездного города, на возвышенности, при реке Шоше и двух безымянных ручьях, с 5 дворами, 2 прудами, 6 колодцами и 46 жителями (22 мужчины, 24 женщины).
В «Списке населённых мест» 1862 года Бабарыкино — владельческая деревня 2-го стана Старицкого уезда по Волоколамскому тракту в город Тверь, при колодцах, с 5 дворами и 46 жителями (22 мужчины, 24 женщины).
В 1886 году — 11 дворов и 74 жителя (23 мужчины, 51 женщина). В 1915 году насчитывалось 13 дворов.
С 1929 года — населённый пункт в составе Лотошинского района Московской области.

## Население
| 1859 | 1886 | 2002 | 2006 | 2010 |
| ---- | ---- | ---- | ---- | ---- |
| 46   | ↗74  | ↘21  | ↘8   | ↗29  |